# Kočevski Rog

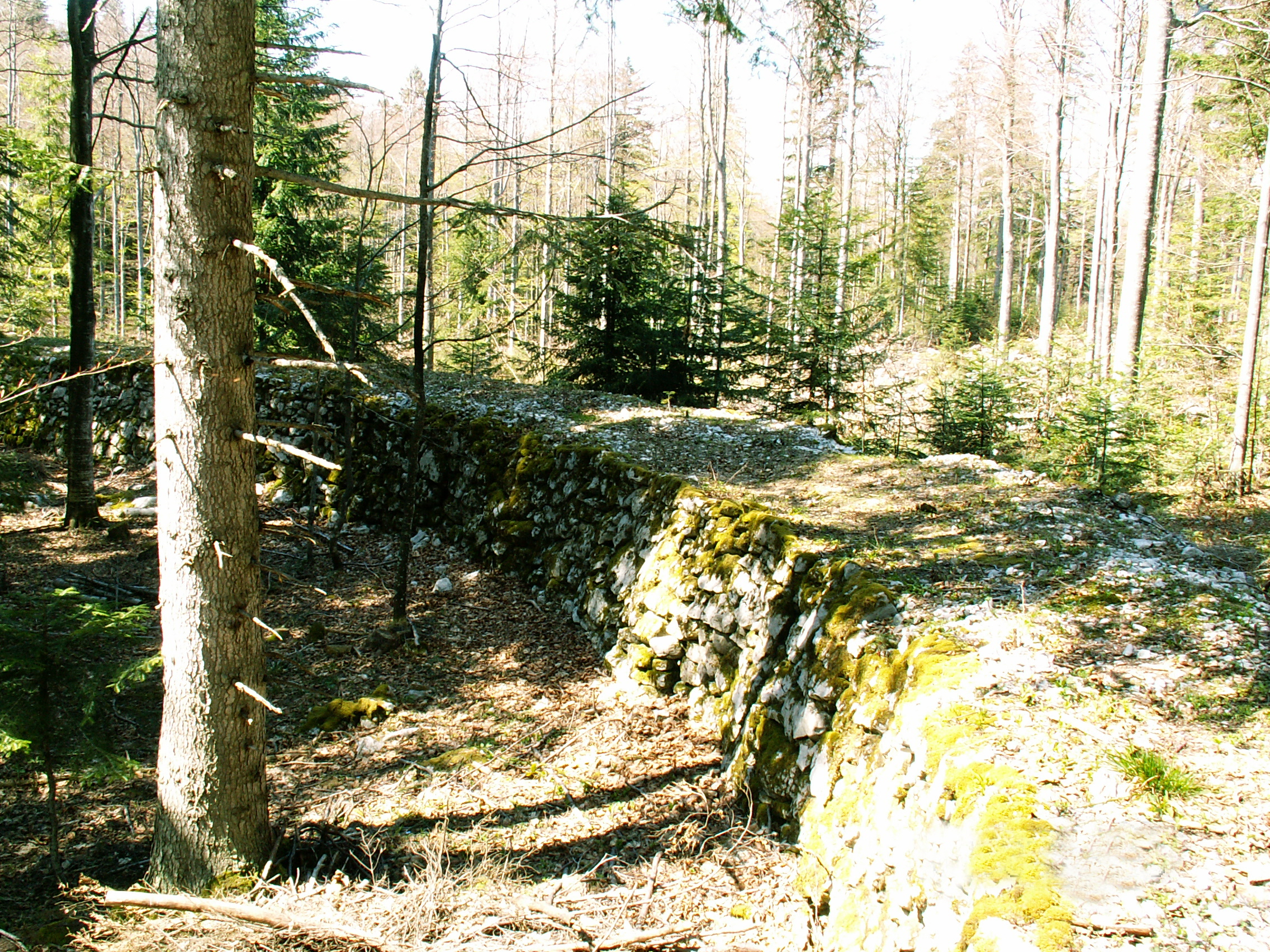
Kočevski Rog

De Kočevski Rog (Duits: Hornwald) is een karstplateau in de heuvels boven Kočevje en de Črmošnjicevallei. Het plateau maakt deel uit van de Sloveense regio Dolenjska.
Het hoogst gelegen punt is de centraal gelegen 1099 meter hoge top Veliki Rog. Heel het plateau is dicht bebost en huisvest de enige skipiste van Dolenjska (Rog-Črmošnjice)

## Gottschee
De regio, in het Duits bekend als Gottschee, werd op het einde van de 14e eeuw bewoond door de Karinthische graven van Ortengurg die er kolonisten uit Karinthië en Tirol lieten intrekken en die de valleien ontbosten. Gottschee verkreeg in 1471 stadsrechten en was een etnisch Duits gebied van 31 dorpen. Rond 1870 trokken meer en meer inwoners weg en velen emigreerden naar de Verenigde Staten en na de Eerste Wereldoorlog werd het gebied in 1918 een onderdeel van Joegoslavië, zodat de inwoners opeens een taalkundige minderheid vormden in een Slavisch land.
Tijdens de jaren 30 omarmden een minderheid van de dorpsleiders het nazisme en bepleitten om opnieuw aangehecht te worden bij het moederland. De meeste inwoners hadden hier echter weinig interesse in en waren goed geïntegreerd met hun Sloveense buren, en er waren ook veel gemengde huwelijken. De meeste inwoners waren ook tweetalig.
De regio werd tijdens de Tweede Wereldoorlog bezet door de Italianen. In 1941 werd na een akkoord tussen Adolf Hitler en Benito Mussolini beslist om de Hauptamt Volksdeutsche Mittelstelle de bevolking gedwongen te laten verhuizen. vanuit de door de Italianen bezette zone naar de regio rond Brežice in de "Rann Driehoek".
Om ruimte te maken voor de volksverhuizers werden 46.000 Slovenen uit de Rann Driehoek verdreven naar het oosten van Duitsland om als dwangarbeider te werken. De Gottschee'ers kregen daarop een paspoort van het Duitse Rijk en moesten voor 31 december 1941 verhuizen naar Brežice waar ze het landbouwgebied en de huizen van de gedeporteerde Sloveens bevolking kregen. De verhuis was vaak tegen de wil van de Duitse Gootschee'ers.
Vanaf hun aankomst in Brežice tot het eind van de oorlog waren ze vaak het slachtoffer van aanvallen door de partizanen van maarschalk Josip Broz Tito, waardoor de Wehrmacht extra mankracht nodig had om hen te beschermen. Na de oorlog zijn de meeste Gottschee'ers gevlucht naar Oostenrijk.

## Tweede Wereldoorlog
Door de gedwongen verhuis van de oorspronkelijke Gottschee’ers was de regio rond Kočevje op het eind van 1941 bijna volledig ontvolkt.
Joegoslavische partizanen die streden tegen het bezettingsleger van de Asmogendheden begonnen vanaf augustus 1941 het Kočevski Rog plateau te gebruiken. Vanaf mei 1942 waren verschillende delen van Dolenjska bevrijd en de facto onafhankelijk. De Kočevski Rog was het centrum van het verzet onder leiding van het Sloveense Bevrijdingsfront. In de zomer van 1942 lanceerde de Italianen een tegenoffensief waardoor de partizanen in de heuvels vluchtten en er verschillende kampen inrichten, waaronder het hoofdkwartier Baza 20.

## Na de oorlog
De Kočevski Rog was de plek waar in mei 1945 duizenden mensen, zoals de leden van de Domobranci en hun families, werden geëxecuteerd door speciale eenheden van het Joegoslavische leger. Ze werden in verschillende holen en grotten geworpen die nadien opgeblazen werden met explosieven.
Op deze manier stierven zo'n 10.000 tot 12.000 mensen die naar Oostenrijk waren gevlucht en die door de Britse overheid als krijgsgevangen werden beschouwd en terug waren overgedragen aan Joegoslavië.